# Hexenbesen (Biologie)

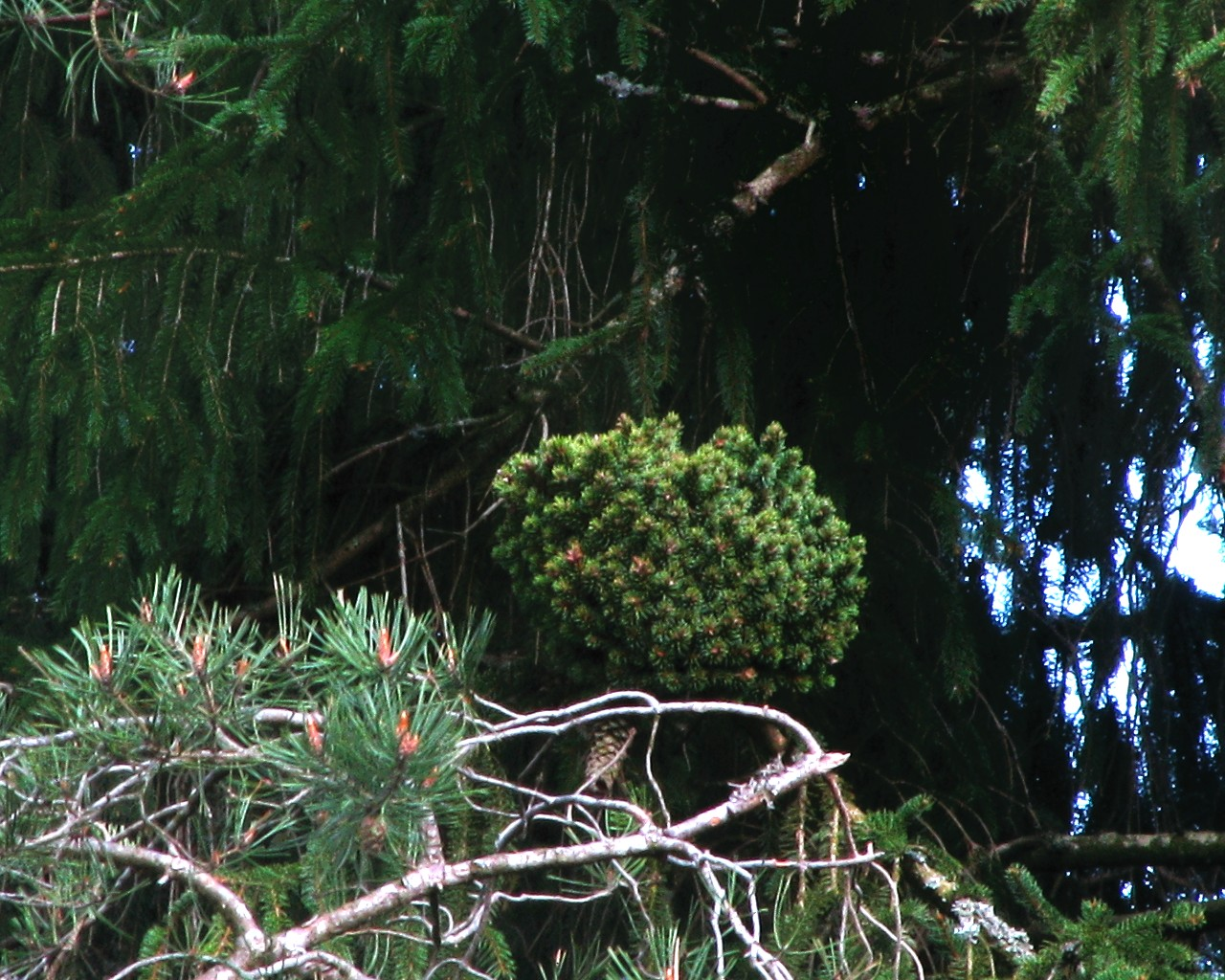
Hexenbesen einer Fichte (im Vordergrund der Ast einer Kiefer)

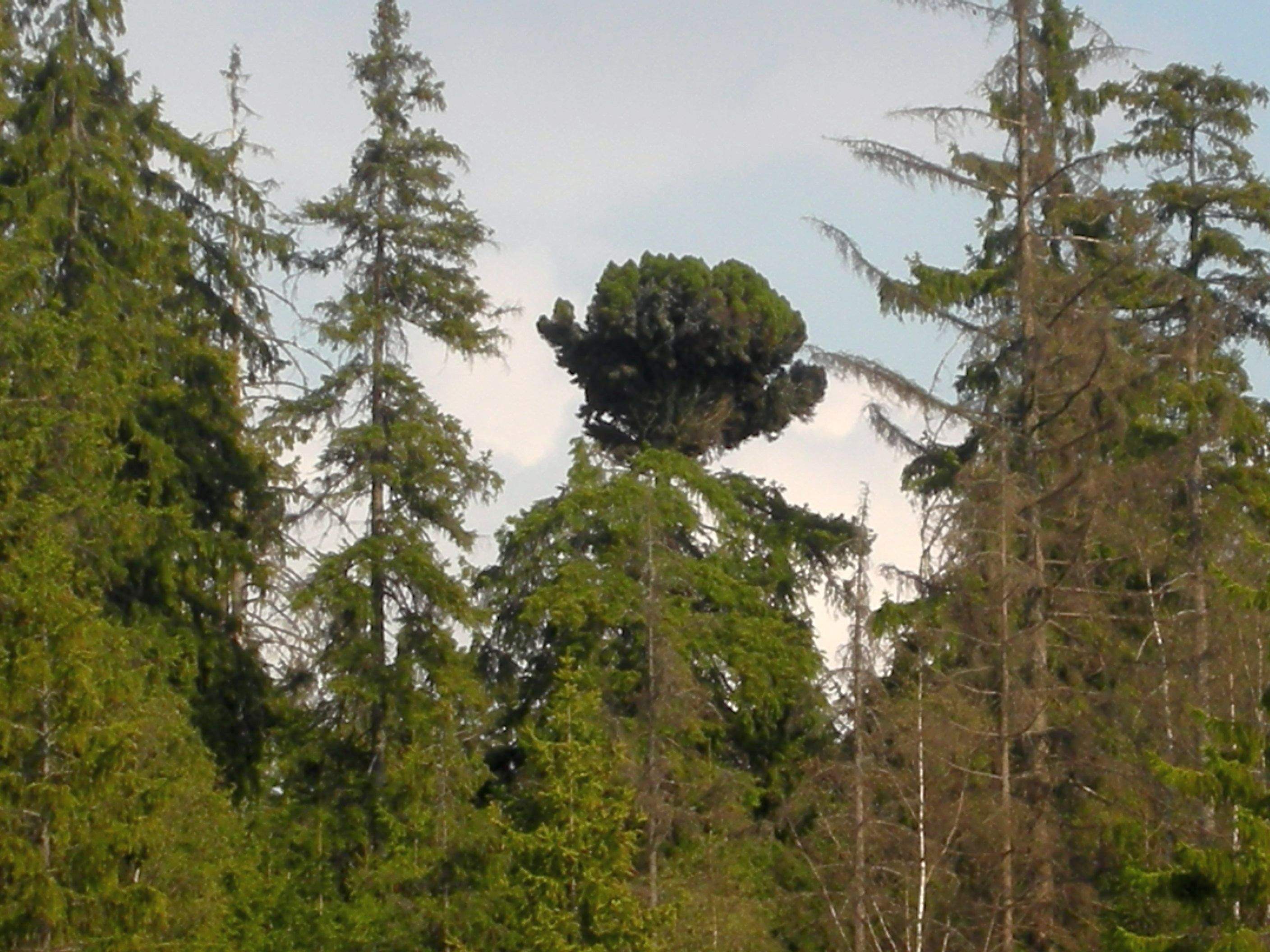
Hexenbesen im Naturpark Kladské rašeliny

Hexenbesen oder auch Donnerbüsche werden dichte kugelige oder buschige Verzweigungen beispielsweise in den Kronen zumeist von Tannen, Kirschbäumen und Birken genannt.

## Beschreibung
Während die in Tannen vorkommenden Hexenbesen von einem Rostpilz mit Zwischenwirten aus der Familie der Nelkengewächse verursacht werden (Tannenkrebs), entstehen die Birken-Hexenbesen durch eine einfach aufgebaute Art der Schlauchpilze (Ascomycota), nämlich Taphrina betulina. Diese bildet auf der Oberfläche der Birkenäste winzig kleine Schläuche aus. Dadurch verursacht sie dauerhafte Wuchsstörungen, indem sie die Birke immer wieder zum Austrieb und zur Neubildung von sogenannten schlafenden Knospen antreibt. Dies hat zur Folge, dass es an den Befallsstellen zu einer Zweigsucht kommt: zu oft kugeligen Gebilden aus zahlreichen dünnen und kurzen Zweigen, die als Hexenbesen bezeichnet werden. Diese Gebilde haben eine Ähnlichkeit mit Besen älterer Machart aus einem Stecken und Birkenzweigen. Das Myzel des Pilzes überlebt in der Rinde der Zweige. In der Krone, vor allem von Birken, können sehr viele Hexenbesen entstehen, die manchmal auch sehr groß werden. Demzufolge beeinflussen sie auch das Wachstum des Baumes negativ.
Auch Hexenbesen an anderen Laubhölzern werden häufig von Taphrina-Arten verursacht.
An Lärchen konnte als Ursache für hexenbesenartigen Wuchs ein Befall durch Rickettsien-ähnliche Organismen nachgewiesen werden. Ebenfalls können an einigen Baumarten wie Esche und Robinie pflanzenpathogene Viren die Verursacher sein. Hexenbesen an Apfelbäumen, die Apfeltriebsucht, ist eine Phytoplasmose. 
Hexenbesen an Fichte und Kiefer sind meistens nicht parasitär verursacht, sondern entstehen durch vererbliche Knospenmutationen, die in der Züchtung zur Erreichung kleinwüchsiger Nadelgehölz-Zierformen genutzt werden.

## Unterscheidung
Mancherorts werden auch die von weitem ähnlich erscheinenden Misteln als Hexenbesen bezeichnet.